# Chronicon terrae Prussiae

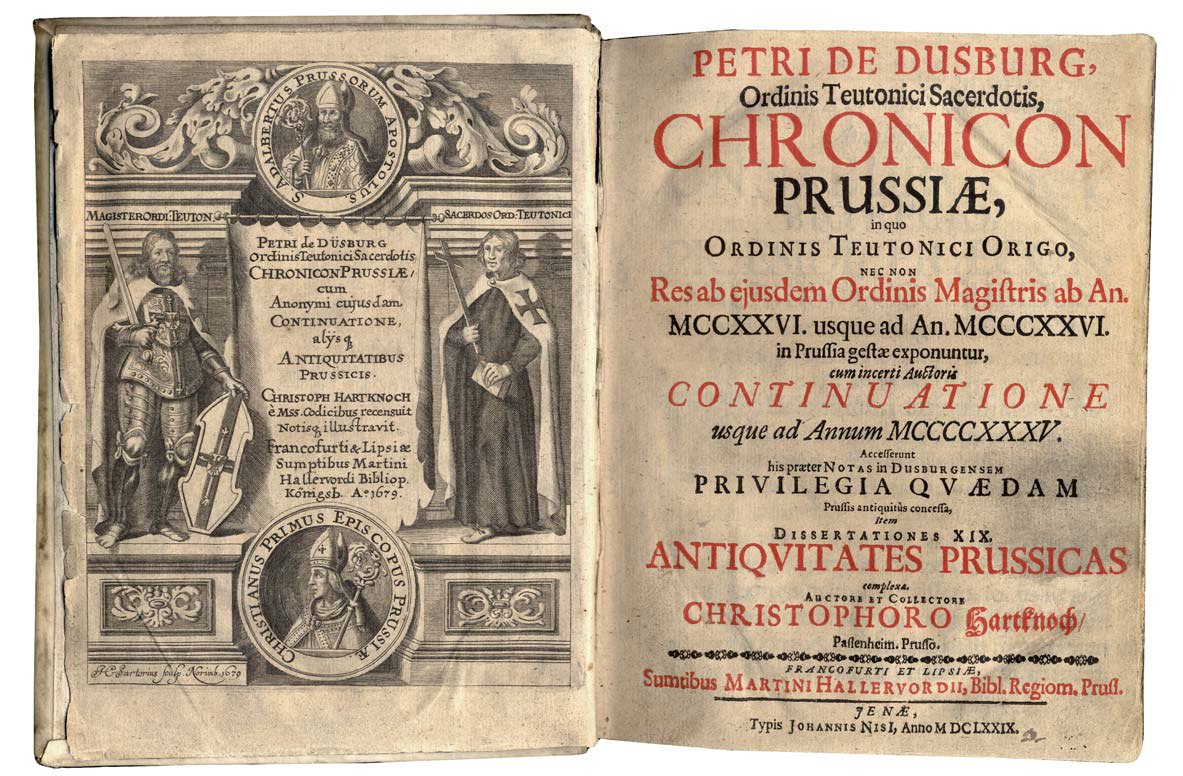
Frontespizio di una copia del Chronicon terrae Prussiae del 1679

Il Chronicon terrae Prussiae ("Cronaca della terra prussiana") è una cronaca dei cavalieri teutonici realizzata da Pietro di Duisburg e ultimata nel 1326. Il manoscritto è considerato il più importante inerente alle operazioni belliche compiute dall'ordine teutonico in Prussia e nel Granducato di Lituania, realizzato circa un secolo dopo la conquista dei crociati nella regione oggi a cavallo tra Polonia orientale, Oblast' di Kaliningrad e Lituania meridionale. Inoltre, risultano preziose le informazioni riportate sulle comunità prussiane e lituane, sia pur con un giudizio di parte.

## Analisi dell'opera
La cronaca è scritta in lingua latina e fu realizzata su commissione del Gran maestro Werner von Orseln, a cui è tra l'altro dedicata. Si compone di quattro volumi: il primo narra del contesto storico in cui vennero fondati i cavalieri teutonici e delle loro imprese compiute in Terra santa contro i musulmani. Il secondo volume racconta di come l'ordine giunse nella terra prussiana, mentre quello successivo descrive le guerre combattute con gli antichi prussiani e con le altre tribù baltiche. Il quarto tomo, quello finale, fornisce un contesto storico di altri eventi contemporaneamente accaduti in giro per il continente europeo. La cronaca consiste anche di un appendice suddivisa in 20 capitoli che trattano degli eventi verificatisi nel 1326-1330: benché vi sia discordia, si tende a credere che anch'essa potrebbe essere stata scritta da Pietro di Duisburg. L'opera realizzata dal presbitero si basa su annali, cronache, rapporti e narrazioni del monastero locale che Peter "considerava affidabili". Pietro ebbe accesso all'archivio dei Gran Maestri a Marienburg e assistette in prima persona ad alcuni degli eventi che racconta.
La cronaca contiene alcuni dati etnografici sugli antichi prussiani (come ad esempio specchi d'acqua o foreste in cui era vietato pescare/cacciare perché considerati sacri), gli autoctoni sottomessi dall'ordine, mentre numerosi capitoli sono dedicati al buon costume dell'uomo di fede cristiana, ai miracoli e all'agiografia allo scopo ultimo di glorificare la missione tedesca. La guerra contro i pagani è sacra e dovuta (il famoso concetto del Deus Vult) e tutti i cavalieri che periscono giungono in paradiso. Pietro non si interessa della politica interna dell'ordine; non descrive città, commerci o colonizzazioni. Piuttosto, il testo diventa l'occasione per descrivere incursioni e scontri minori con minuziosa perizia. Mentre le narrazioni di eventi e battaglie sono considerate affidabili, i dati etnografici possono ritenersi, come già detto, indissolubilmente legati ad una denigrazione delle popolazioni locali: anche in questo caso, come per l'esaltazione della grande schermaglia intrapresa dai teutonici, non mancano analogie con opere che trattano di argomenti e contesti assai simili, quali la cronaca rimata della Livonia e quella di Enrico di Lettonia. Ciononostante, i toni risultano meno superbi rispetto ai due esempi appena citati e, in qualità di sacerdote, Pietro cercava altresì di fornire insegnamenti al lettore. Tra i pagani prussiani e i lituani erano infatti rintracciabili dei casi di uomini devoti a modo loro. Pertanto, non è esclusiva dei cristiani quella di cercare di essere puri e di evitare quanto più possibile di agire in maniera peccaminosa.